# 福賽思海崖
71°16′S 159°50′E / 71.267°S 159.833°E
福賽思海崖（英語：Forsythe Bluff）是南極洲的海崖，屬於烏薩爾普山脈的一部分，海拔高度超過2,500米，該海崖根據美國地質調查局的測量和美國海軍的空中照片被繪入地圖，以地質學家命名。